# Shara'b Ar Rawnah (huyện)
Huyện Shara'b Ar Rawnah là một huyện thuộc tỉnh Ta`izz, Yemen. Đến thời điểm năm 2003, huyện này có dân số 186955 người